# 占卡勒县
占卡勒县，一译宗胶吕县，是柬埔寨磅湛省下辖的一个县。
据1998年人口普查，此县共有125,862人。